# Famille Da Muggia
 (juillet 2024).
La famille Da Muggia est une famille patricienne de Venise, originaire de Muggia.

## Historique
La famille est présente par intermittence dans la Sérénissime. C'est pourquoi il n'est pas établi si elle s'est éteinte avant la clôture du Maggior Consiglio ou si elle s'est éteinte en 1385 par un certain Marco di Muggia.

## Armes

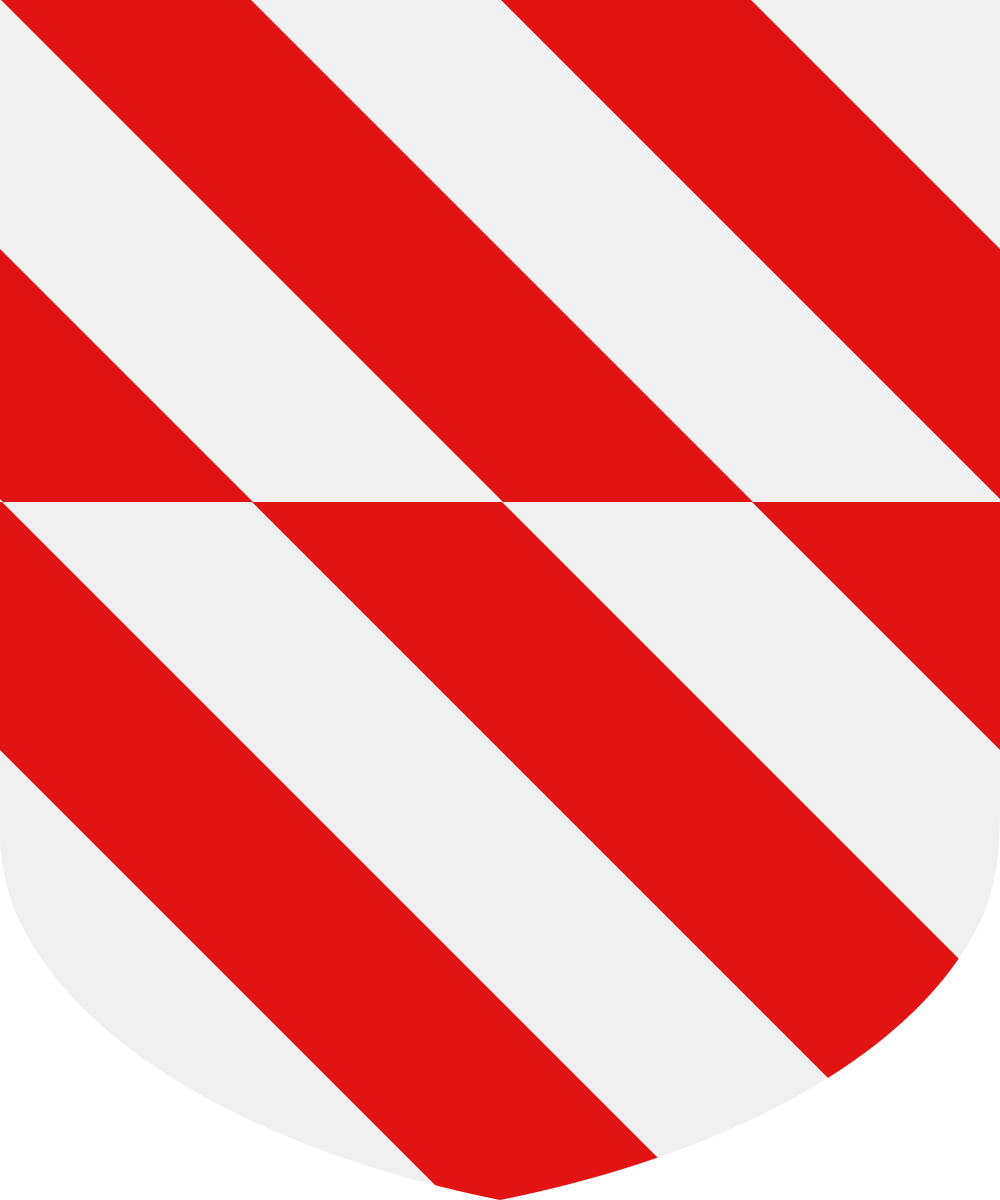
Armes des Muggia

Les armes des Muggia  sont coupé d'argent sur gueules à trois bandes de l'un en l'autre.